# Wout Meeuwssen
Wout Meeuwssen (Turnhout, 13 mei 1990) is een Belgisch voetballer die als aanvaller voor FC Eindhoven speelde.

## Carrière
Wout Meeuwssen speelde in de jeugd van KFC Verbroedering Geel en FC Eindhoven. Hij debuteerde voor FC Eindhoven op 22 september 2009, in de met 2-3 verloren bekerwedstrijd tegen N.E.C. Hij kwam in de 90+1e minuut in het veld voor Jeffrey Vlug. In de winterstop van 2009/10 vertrok hij naar KFC De Kempen Tielen-Lichtaart, waar hij tot 2017 speelde. Sinds 2017 speelt Meeuwssen voor Witgoor Sport Dessel.

### Statistieken
| Seizoen                    | Club           | Land           | Competitie     | Competitie | Competitie | Beker | Beker | Totaal | Totaal |
| Seizoen                    | Club           | Land           | Competitie     | Wed.       | Dlp.       | Wed.  | Dlp.  | Wed.   | Dlp.   |
| -------------------------- | -------------- | -------------- | -------------- | ---------- | ---------- | ----- | ----- | ------ | ------ |
| 2008/09                    | FC Eindhoven   | Nederland      | Eerste divisie | 0          | 0          | 0     | 0     | 0      | 0      |
| 2009/10                    | FC Eindhoven   | Nederland      | Eerste divisie | 0          | 0          | 1     | 0     | 1      | 0      |
| Carrièretotaal             | Carrièretotaal | Carrièretotaal | Carrièretotaal | 0          | 0          | 1     | 0     | 1      | 0      |
| Bijgewerkt op 3 maart 2018 |                |                |                |            |            |       |       |        |        |